# Rhynchosia oblongifoliolata
Rhynchosia oblongifoliolata là một loài thực vật có hoa trong họ Đậu. Loài này được Hauman miêu tả khoa học đầu tiên.